# Evenwicht (album)
Evenwicht is het negende Nederlandstalige studioalbum van Marco Borsato uit 2015, en de opvolger van zijn vorige studioalbum Duizend spiegels. Het album kwam op 20 november 2015 officieel uit. 
Het album verscheen in vier versies, een normale versie, een deluxe edition met een speciale verpakking, een limited edition met naast het album ook de 6-delige documentaire 25 jaar Marco Borsato op drie dvd's en een versie op lp. 
Op 25 februari 2016 vond er een heruitgave van het album plaats. Op het album was nu een nummer toegevoegd. 

## Tracklist
| Nr. | Titel                                                                        | Duur |
| --- | ---------------------------------------------------------------------------- | ---- |
| 1.  | Mooi                                                                         | 5:15 |
| 2.  | Waarom dans je niet met mij                                                  | 4:07 |
| 3.  | Kleine oneindigheid                                                          | 4:07 |
| 4.  | Hou me vast                                                                  | 3:32 |
| 5.  | Tweede kans                                                                  | 4:01 |
| 6.  | Neem me mee (met Sanne Hans)                                                 | 4:02 |
| 7.  | Breng me naar het water                                                      | 4:06 |
| 8.  | Om je heen                                                                   | 3:48 |
| 9.  | Hoeveel ik van je hou                                                        | 3:14 |
| 10. | De cirkel rond                                                               | 3:49 |
| 11. | Betover me                                                                   | 2:34 |
| 12. | Breng me naar het water (met Matt Simons (alleen te horen op de heruitgave)) | 4:35 |

### Singles
| Single met eventuele hitnotering(en) in de Nederlandse Top 40 | Datum van verschijnen | Datum van binnenkomst | Hoogste positie | Aantal weken | Opmerkingen                                            |
| ------------------------------------------------------------- | --------------------- | --------------------- | --------------- | ------------ | ------------------------------------------------------ |
| Mooi                                                          | 16-10-2015            | 24-10-2015            | 14              | 12           | Nr. 6 in de Single Top 100, Nr. 1 in de iTunes Top 100 |
| Breng me naar het water                                       | 25-02-2016            | 12-03-2016            | 21              | 10           | met Matt Simons / Nr. 22 in de Single Top 100          |